# Liberty Grove
Liberty Grove est une ville américaine située dans le comté de Door au Wisconsin.